# Емірхан Топчу
Емірхан Джан Топчу (тур. Emirhan Han Topçu, нар. 11 жовтня 2000, Бандирма, Туреччина) — турецький футболіст, центральний захисник клубу «Бешикташ» та національної збірної Туреччини.

## Ігрова кар'єра

### Клубна
Емірхан Топчу є вихованцем футбольного клубу «Різеспор». Першу гру в основі футболіст провів у вересні 2017 року у кубковому матчі. На почату 2020 року Топчу був відправлений в оренду в боснійський «Челік». Але в команді провів лише одну гру, коли вийшов у стартовому складі на гру чемпіонату країни проти «Слободи» 7 березня 2020 року.
Другу половину сезону 2020/21 Топчу також грав в оренді - в Першій лізі в клубі «Менемен Беледієспор».
2 серпня 2024 року Емірхан Топчу перейшов до столичного «Бешикташа», з яким підписав чотирирічний контракт.

### Збірна
6 вересня 2024 року у матчі Ліги націй проти команди Вельсу Емірхан Топчу дебютував у складі національної збірної Туреччини.